# Woronok (obwód kurski)
Woronok (ros. Воронок) – wieś (ros. деревня, trb. dieriewnia) w zachodniej Rosji, w sielsowiecie krupieckim rejonu rylskiego w obwodzie kurskim.

## Geografia
Miejscowość położona jest 3,5 km od centrum administracyjnego sielsowietu krupieckiego (Krupiec), 26,5 km od centrum administracyjnego rejonu (Rylsk), 132 km od Kurska.

## Demografia
W 2010 r. miejscowość zamieszkiwało 221 osób.